# Volema
Genre
Synonymes
- sous-genre Melongena (Volema) Röding, 1798
- sous-genre Purpura (Thalessa) H. Adams & A. Adams, 1853
- sous-genre Thais (Thalessa) H. Adams & A. Adams, 1853
- genre Thalessa H. Adams & A. Adams, 1853

Volema est un genre de mollusques gastéropodes marins de la famille des Melongenidae.

## Synonymes
- sous-genre Melongena (Volema) Röding, 1798[1]
- sous-genre Purpura (Thalessa) H. Adams & A. Adams, 1853[1]
- sous-genre Thais (Thalessa) H. Adams & A. Adams, 1853[1]
- genre Thalessa H. Adams & A. Adams, 1853[1]

## Liste des espèces
Selon World Register of Marine Species (15 novembre 2020) :
- Volema myristica Röding, 1798
- Volema pyrum (Gmelin, 1791)

## Galerie

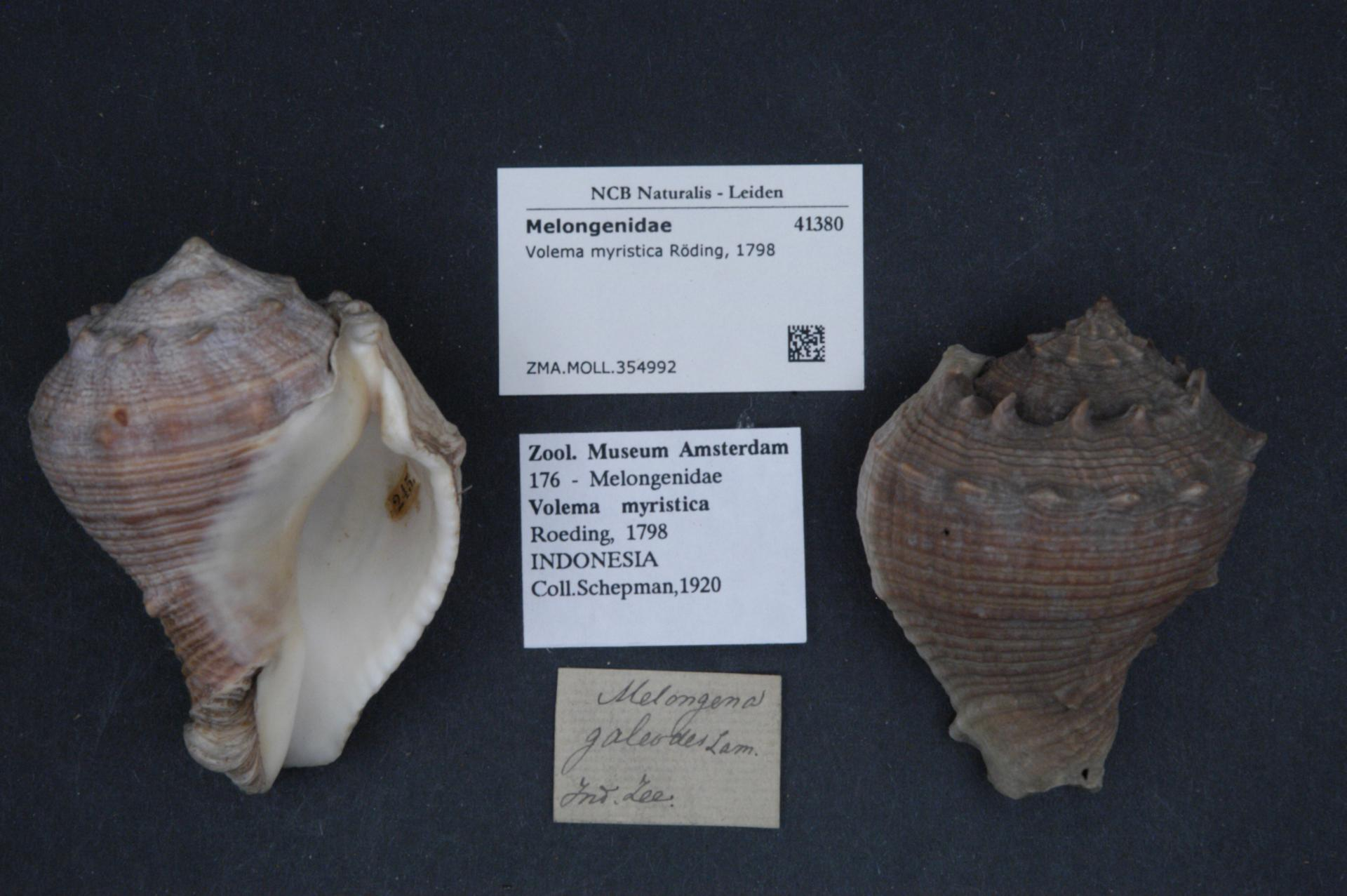
Volema myristica.
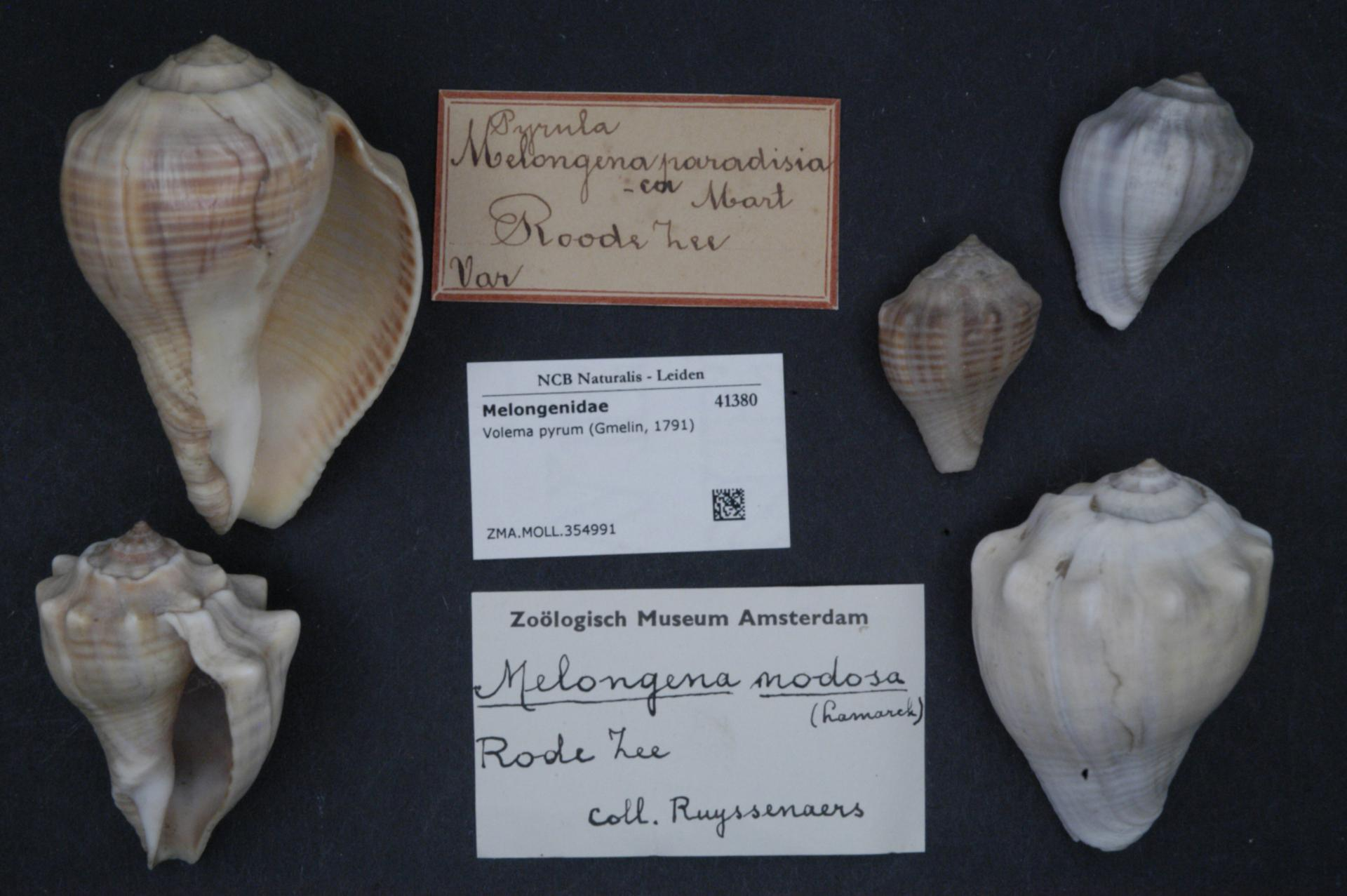
Volema pyrum.